# الأوقاف في عهد المماليك

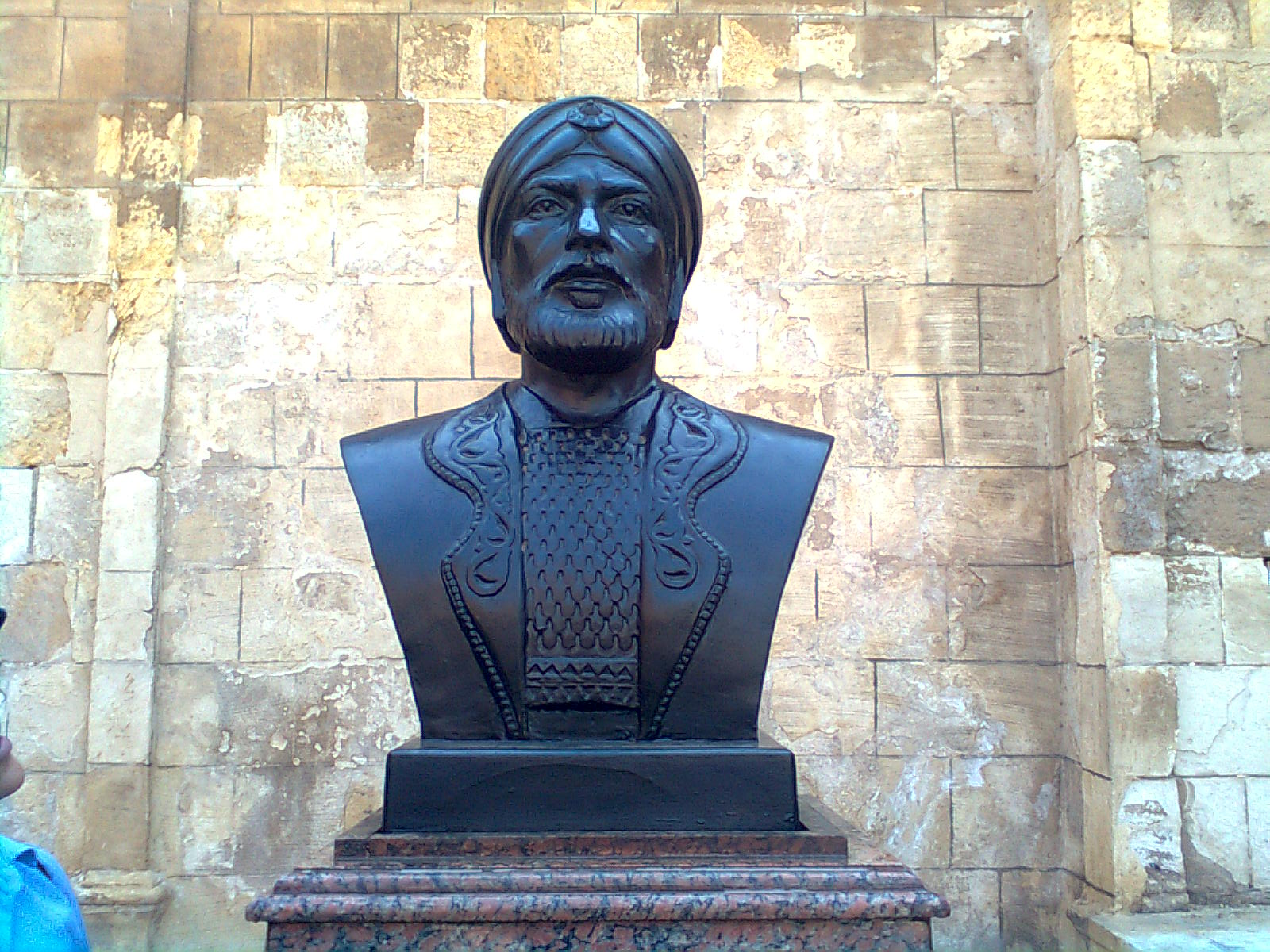
صورة تمثال: الملك الصالح سيف الدين قطز

الأوقاف في عهد المماليك يُمثل عهد دولة المماليك (648-923هـ/ 1250 -1517م)، مرحلة مهمة من مراحل التاريخ الإسلامي، إذ شهد تطوراً وازدهاراً، في مختلف الأنظمة والأنشطة، ومن جملتها نظام الوقف، وتعددت العوامل التي أسهمت في ازدهار الوقف في هذا العصر، ولعل أهمها: عوامل اقتصادية، وأخرى دينية، مما جعل السلاطين والأمراء والأعيان والتجار، وحتى النساء، يتسابقون إلى الوقف، لا سيما وأنهم وجدوا فيه ما يحقق رغباتهم في فعل الخير، فكثُرت الأوقاف على مختلف الأغراض، التي تعود بالنفع على المجتمع الإسلامي، وما يميز الوقف في عهد المماليك؛ أنهم كانوا يخصصون أوقافاً تُدر دخلاً، لخدمة الأشياء الموقوفة، والإنفاق على مرافقها، والعاملين بها، وضمان استمراريتها، وكما تنوعت الأشياء التي يتم وقفها، فقد تنوعت أيضاً الأغراض التي يتم الوقف عليها تنوعاً كبيرا، لتشمل المساجد والزوايا، والأسبلة، والمدارس، والوقف على الأهل، وأعمال البر المختلفة.

## عوامل ازدهار الأوقاف في عصر المماليك

### عوامل اقتصادية
لقد كان الاقتصاد في عهد المماليك متيناً ومزدهراً، لاهتمام السلاطين بالزراعة، والصناعة، والتجارة، ونتج عن هذا الازدهار الاقتصادي، ثراء الدولة وسلاطينها، فانعكس ذلك على الأعمال العمرانية، واستطاعت أن تنفق على بناء المؤسسات الدينية والعلمية والمدنية، وأن تُوقِف الأوقاف عليها لضمان استمراريتها.

### عوامل دينية
ولم تغب العوامل الدينية عن السلاطين والأمراء، فهي التي دفعتهم إلى إنشاء المساجد، والمدارس، وغير ذلك من الأعيان الوقفية، فقد ذُكر عن الأمير علاء الدين، أنه بعد أن استكمل بناء مدرسة الطيبرسية "أَحضَرَ إليه مباشروه حساب مصروفها، فلما قُدِّم إليه، استدعى بطشت فيه ماء، وغسل أوراق الحساب بأسرها، من غير أن يقف على شيء منها، وقال: شيءٌ خرجنا عنه لله، لا نُحاسب عليه"، وقد كان لكل مسجد في عهد المماليك أوقاف سخية، تقوم بسداد احتياجات المسجد، والإنفاق على مرافقه، والعاملين به.

## مجالات الأوقاف وأعيانها في العهد المملوكي

### المساجد والزوايا

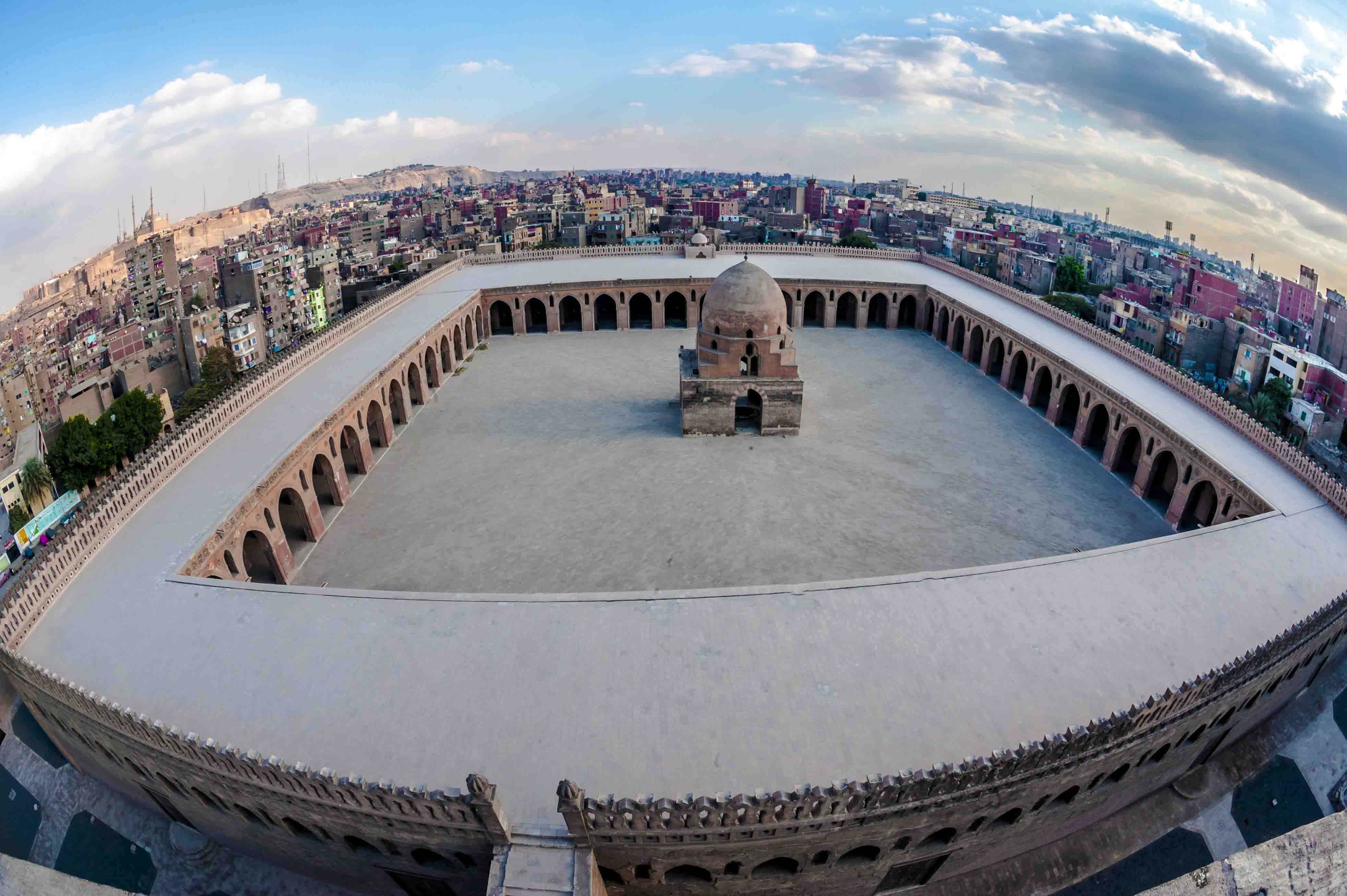
جامع ابن طولون ، القاهرة، مصر

لقد تربَّع الاهتمام بالمساجد على رأس الأوقاف في عهد المماليك، ويبدو هذا جلياً من خلال كثرة المساجد، والوقف عليها، حتى قُدِّرَ عدد المساجد التي أُنشأت بعاصمة سلطنة المماليك (القاهرة) في هذا العصر بأكثر من ألف مسجد، وهنا نشير إلى بعض المساجد التي حَظِيَت بأوقاف كثيرة، في هذا العصر:
جامع الأزهر: وقد أبدى سلاطين المماليك عناية خاصة بالجامع الأزهر، فكانت الأحباس والهبات الثابتة تتوالى على الجامع وطلبته، وكان أكثرهم تحمساً السلطان قايتباي، الذي قام بتجديد المسجد، وإصلاحه وأنفق عليه الأموال، وأنفق على طلبته.
جامع ابن طولون: وقد لقي هذا المسجد عناية السلطان لاجين، الذي تولى عام 696هـ، بعد أن ناله غبار الإهمال، فأمر بتجديده، ورتَّب في شدّ عمارته، وعمارة أوقافه أحد الأمراء، فعمّره وعمّر وقفه، وأوقف عليه عدّة قرى، وقرّر فيه دروس الفقه والحديث والتفسير والطّبّ وغير ذلك.

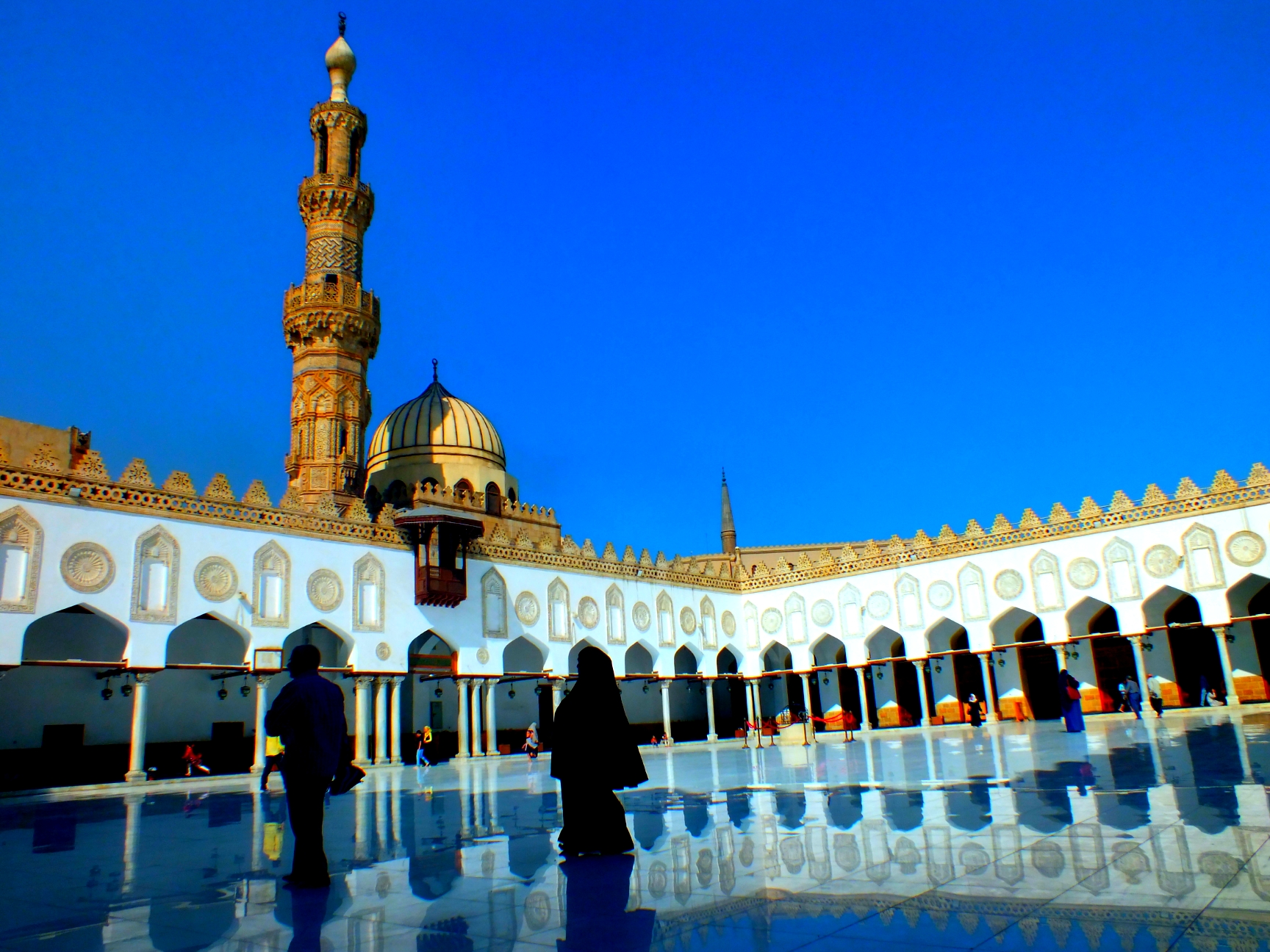
جامع الازهر الشريف، القاهرة، مصر

وما قام به السلطان الملك الناصر محمد، سنة 741هـ من توفير بعض الأراضي من إقطاعات الأجناد، وأنعم بها على الأمير المارديني، لتكون وقفاً على جامعه الذي أسسه خارج باب زويلة، وكذلك على الأمير بشتاك، ليكون وقفاً على جامعه المطل على بركة الفيل.
وفي دمشق؛ رُصِدَت عدة أوقاف تخصّ المساجد، ومنها ما كان من الأمير سيف الدين منجك، فقد وقف على مسجد القصب وميدان الحصى، قرية نابل تابع كرك تماماً.
وسار على دربه أفراد أسرته، حيث وقف الناصري محمد بن منجك، سنة: 832هـ دكاكين وأراضي زراعية، على أن يصرف الناظر لعمارة مسجد القصب والفرش والبسط، وللناصري أوقاف كثيرة على مصالح الجامع الكائن بمحلة جسر الفجل في ميدان الحصا، المعروف بالجديد، وبإنشائه وعلى سائر مصالحه ومصارفه الشرعية.
ومن جملة اهتمام المماليك بالمساجد، فقد خصصوا من عوائد الأوقاف نصيباً يُدفع كمرتبات لأئمة المساجد، وتنفق على المصالح الخاصة بها، والعناية بها.

### الأسبلة المائية الوقفية

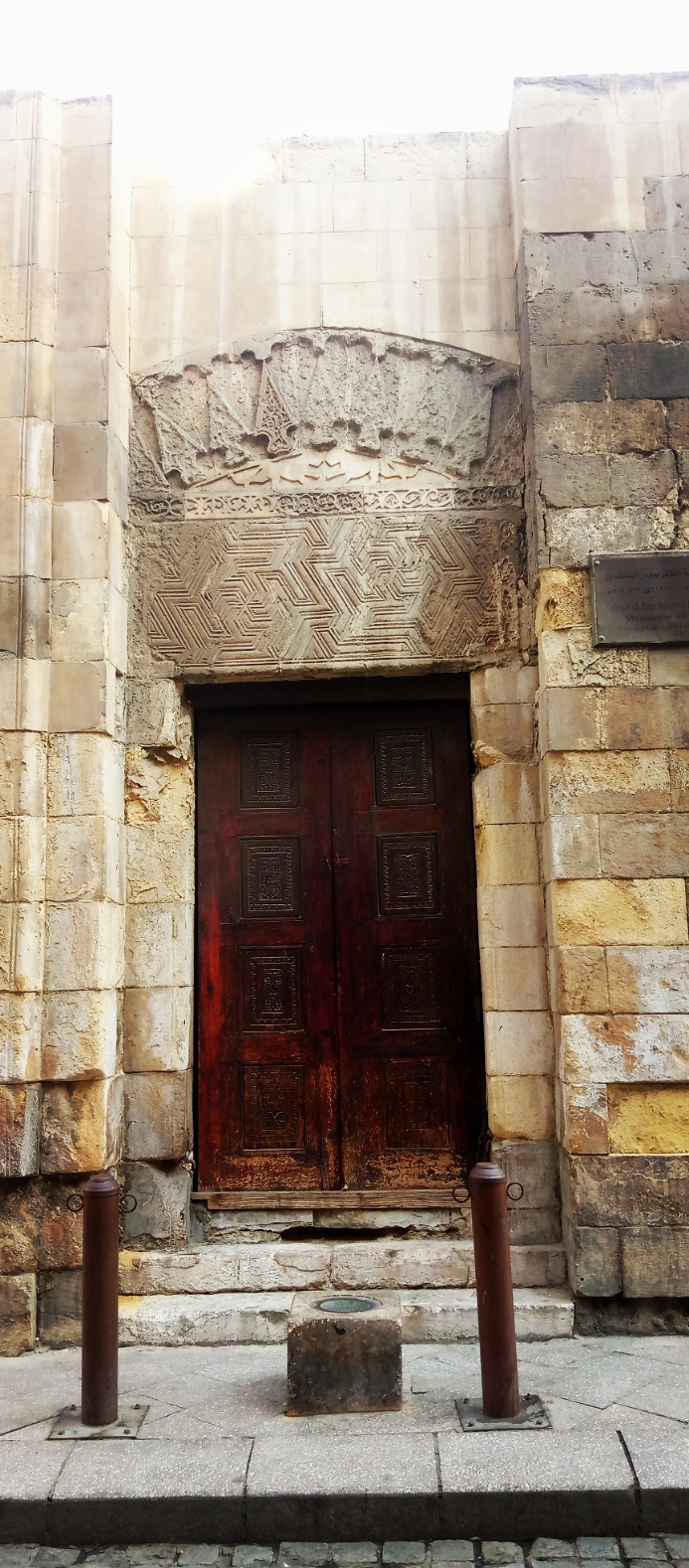
بقايا مدرسة الظاهر بيبرس البندقداري ،أثر رقم 37 ،ترجع لعام 1362 1363م

يُعَد سبيل مدرسة الظاهر بيبرس، الذي تم إنشاءه عام: (660هـ)، أقدم الأسبلة، في عصر المماليك، ولقد قام السلاطين والأمراء، على توفير المياة، وذلك من خلال حفرهم الآبار، وعمارة العيون، وإنشاء البرك، والخزانات، وزيادة الأسبلة، ومنها:
حجة وقف السلطان الغوري، فقد أشارت إلى أن يكون من أوجه الصرف بها: صرف عشرة دنانير من الذهب أو ما يعادلها من النقود من النقود، في ثمن دوارق واجرة من يتولى تزويدها بالماء، وتسبيلها على الخاص والعام بالحرم المدني.
وحجة وقف السلطان الناصر فرج بن برقوق، فقد أشارت إلى الإنفاق في أوجه البر ومنها: تسبيل الماء، للأيتام والمحتاجين والمجاورين والمقيمين بالحرمين.
وغيرها من الوقفيات لصالح تسبيل الماء على المدينتين مكة والمدينة، وبيت المقدس، فقد كان لها نصيب وافر من اهتمام السلاطين والأمراء، وذلك نظراً لقلة المياه فيها في ذلك العهد، فكانت المدينة بحاجة أساسية وضرورية لمياه الشرب، فتم إعمار وترميم قناة الماء الواردة من العروب، وتوصيل مائها للقدس في أواخر ربيع الأول عام: 728هـ/ 1328م.
ومن ذلك أيضاً، ما قام به السلطان برسباي، من تجديد لسبيل شعلان، ومذكور ذلك على لوحة السبيل: "جدد ذلك السبيل والمصلى والمحراب شاهين ناظر الحرمين، أيام الملك برسباي، شهر رمضان عام: 832هـ، كما تم في عام: (857هـ) تعمير العديد من الأسبلة، منها: السبيل المقابل للمدرسة الأشرفية، مقابلاً لدرج الصخرة الغربي فوق البئر.
ولم يقتصر اهتمام المماليك بالمنشآت المائية على العمل الإنشائي الآني، بل إنهم حرصوا على ضمان الاستدامة، عبر تخصيص وقفيات على المصالح المائية ومنها: وقفية الأمير سيف الدين بكتمر الجوكندار، بقرية مجدل فصيل، وهي وقف على مصالح قناة العين والحوض الذي باب المسجد الأقصى، ووقفها منسوب إلى بكتمر الجوكندار.

### المؤسسات التعلمية الوقفية
يعتبر عهد المماليك من العهود الزاهرة لنهضة المؤسسات التعليمية، وآثارهم العلمية والعمرانية شاهدة لتاريخهم المجيد، فقد عُدَّدَ لهم في القدس وحدها: خمس وثلاثين مدرسة، لتعليم العلوم النافعة، وعشرات المساجد، والبنايات والأوقاف والأربطة والإصلاحات.
وقد قدَّم المقريزي بحثاً مطولاً عن خمس وخمسين مدرسة شُيدت في مصر في عصر المماليك، وفي دمشق شُيدت أكثر من مائة وأربعين مدرسة، من المدارس الكبيرة المختلفة، التي أُسست لتلقي الثقافة الإسلامية الدينية، وما يتصل بها من علوم العربية، فكان فيها مدارس للقرآن والحديث، وللمذاهب الأربعة، وللطب، وقد أسس هذه المدارس، ملوك دمشق وسلاطينها وأمراؤها وولاتها، وأزوجهم وأخواتهم من الأميرات، ونساؤها العالمات، وعلماؤها وقضاتها وتجارها، وقد أوقف أولئك على هذه المدارس المتعددة أوقافاً وافرة.
وكذلك في المدينتين مكة والمدينة، فقد أسهمت الأوقاف في نهضة الحياة التعليمية فيهما، في هذا العهد، فازدهرت الحركة الثقافية والعلمية في المدينتين، تعلماً وتعليماً، وذلك بكثرة الدارسين والمدرسين الذين أسهموا في إثراء العلوم والمعارف في الحرمين.
وما زاد من الاهتمام بالمدارس في هذا العهد، هو توفير المساكن الملحقة بها، التي تساعد الطلبة على التفرغ لدراساتهم، ولا سيما القادمين من مناطق بعيدة، وبنيت هذه المساكن، لتكون معينة على تحصيل العلم، وقد تمتعت المساكن الدراسية بخدمات راقية؛ تدل على رقي خدمات الأوقاف.
وقد كان للتنافس المذهبي، دوراً بارزاً في بناء المساجد والمدارس أيضاً، فكلٌ منهم يريد بناء مدرسة تؤيد مذهبه الفقهي، فمثلا الأمير يلبغا، إذا قام بتجديد درس "بجامع طولون فيه سبعة مدرسين للحنفية، وجعل لكل فقيه منهم في الشهر أربعين درهماً، وقمح، وذُكر أن جماعة من غير الحنفية انتقلوا إلى مذهب أبي حنيفة لينزلوا في هذا الدرس.
وكذلك المدرسة الصرغتمشية، أسَّسها الأمير صرغتمش، "ثم جعلها وقفاً على الفقهاء الحنفية الآفاقية، ورتَّب بها درساً للحديث النبويّ، وأجرى لهم جميعاً المعاليم من وقف رتّبه لهم.
وكذلك الأمير حسام الدين طرنطاي المنصوري، الذي جعل مدرسته الحسامية برسم الفقهاء الشافعية.
ولا يغيب عنا اهتمام عهد المماليك بإنشاء المكتبات وازدهارها، فقد تعددت أنواعها في عصرهم، فوجدت المكتبات الملحقة بالمساجد، والملحقة بالمدارس، والشخصية الخاصة، واشتملت هذه المكتبات على عدد كبير من الكتب في شتى العلوم والمعارف، ووضعت تحت تصرف طلبة العلم، كوقف يطلعون على ما فيها وينهلون منها، وارتبطت بنظام خاص، تعلق بقائمة الوقف يحفظها ويصونها وينظم الإطلاع على محتوياتها وتداولها.

## الأوقاف الأهلية والذرية في عهد المماليك

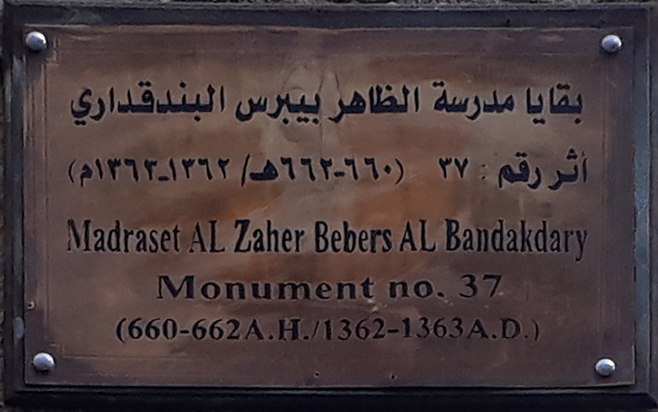
بقايا مدرسة الظاهر بيبرس البندقداري

ونقصد بالأوقاف الأهلية الذرية في هذا العهد، هي الأراضي والعقارات التي كان يوقفها سلاطين وأمراء المماليك، ومن دونهم، على أنفسهم وأهليهم، ومنها على سبيل المثال، لا الحصر:
- ما اشترطه الصارمي إبراهيم،[18] أن أوقافه عند انقراض نسله، توقف على مصالح الجامعين، إنشاء والده، الذي أحدهما بمجلة جسر الفحل، والثاني بمجلة جسر القصب.[9]

- وما قام به السلطان برسباي في وثيقته، التي أوقف فيها عقارات وأراضي زراعية كثيرة، ريعها التي حددها أكثر من المصارف التي حددها، ثم قال: "ومهما فضل بعد ذلك من الريع، يتناوله مولانا السلطان الواقف، المشار إليه لنفسه، أيام حياته، ثم من بعده يكون الفاضل لمن يوجد من أولاد الواقف المشار إليه، وأولاد أولاده وذريته، ونسله وعقبه من الذكور والإناث من أولاد الظهر، وأولاد البطن.[1]
- وكذلك ما قام به السلطان قايتباي من وقف لأملاك كثيرة على أولاده وذريته.[1]

وأخيراً؛ فإن كثرة ما تم وقفه، وما تم الوقف عليه في عهد سلاطين المماليك، خير دليل، على مدو انتشار وازدهار الأوقاف في ذلك العصر.

## وصلات خارجية
- إزدهار الأوقاف في عهد سلاطين المماليك